# Набег на Кизляр (1831)
Набег на Кизляр был совершён 1 (13) ноября 1831 года отрядами имама Дагестана и Чечни Гази-Мухаммада в ходе Кавказской войны. Гази-Мухаммад, пользуясь тактикой быстрых переходов, вводя таким образом в заблуждение русское командование и изматывая имперские войска, сумел беспрепятственно переправиться через Терек и разорить беззащитный Кизляр. Набег длился три часа, горцы захватили ценности и пленных, после чего отступили.

## Предыстория
В 1828 году дагестанскими исламскими богословами был объявлен джихад против Российской империи и её подданных местных феодалов, лидером движения был избран Гази-Мухаммад. После этого на территории Дагестана и Чечни начались масштабные боевые действия. Имам противостоял Аварскому ханству, оборонялся против русских войск в горах и совершал нападения на русские крепости на равнине, брал в осаду крепости Бурная, Внезапная и Дербент.
В сентябре 1831 году развернулись боестолкновения в Салатавии. Русский генерал Панкратьев взял штурмом Эрпели, затем его силы направились на Чиркей. Генерал Вельяминов направился к Сулаку и неудачно попытался перейти реку. Тем временем Гази-Мухаммад с другой стороны реки, понимая, что русские перейдут её в другом месте, решил отвлечь генерала: он перешёл реку и осадил крепость Внезапную. Так как оборонять крепость гарнизон был не в силах, Вельяминов отправил часть сил на помощь. Вельяминов взял Чир-Юрт в конце октября, а Панкратьев пытался взять Чиркей, в оборону которого включился сам Гази-Мухаммад. Имам вскоре внезапно покинул аул, после чего русские взяли его штурмом. Российское командование, празднуя взятие «гнезда смут и волнений» — Чиркея — было убеждено в своей победе и вывело силы из Салатавии.
Гази-Мухаммад направился в Чечню, где накапливал силы, призывая чеченцев к священной войне. С новыми силами он перешёл Сунжу и, расположившись напротив Четугая, стал представлять угрозу для Моздокского и Гребенского казачьих полков. Русским пришлось реагировать и перевести туда дополнительные войска. Имам внезапно для них покинул Четугай и объявился у Ачехи, продолжая совершать быстрые переходы и изматывая русские войска. Сконцентрировав силы в Ачехи, он сделал вид, что собирается оборонять его от штурма. Пока русские разворачивали штурмовые отряды, Гази-Мухаммад с тысячной конницей направился на Кизляр, чего никто не ожидал.

## Причины
В период Кавказской войны горские набеги на русские укрепления участились настолько, что, по официальным имперским донесениям, «без прикрытия конвоя с орудиями в Ставрополе пахать невозможно и крайне опасно». Осуществление связи между Кубой, Дербентом и Кизляром в предшествующие нападению полгода стало тяжелой задачей для русских, иногда она прерывалась полностью. Причинами ожесточения горцев были претерпеваемые в ходе войны поражения, разорения и наказания от русского военного командования. Благодаря последним успехам антироссийских набегов, в них вовлекалось всё больше разнородных горцев. Напряжённость на равнине также усиливалась из-за того, что вместо умершего правителя Тарковского шамхальства Мехти к власти с помощью России пришёл его сын Сулейман-паша, в Шамхальстве поднялось восстание в поддержку другого сына Абу-Муслима, но оно было подавлено русскими войсками.

## Набег
Кизляр представлял собой незащищённый богатый город с крепостью на окраине, населённый преимущественно армянами. 1 (13) ноября один из зажиточных жителей праздновал именины, где собрал много людей. В полдень, когда народ выходил из церквей, было сообщено, что подожжён Лащуринский форпост, находившийся в 12 км от города, там были убиты 20 казаков и офицер Артамонов, которые не сумели вовремя предупредить о вторжении. Конница имама переправилась через Терек в трёх местах и ворвалась в город.
Согласно русским донесениям, пять тысяч горцев остались на берегу, одна тысяча пошла в набег на город. Хайдарбек Геничутлинский писал, что на Кизляр напал «довольно маленький отряд». Пока одна часть города подверглась нападению, другая не подозревала о происходящем.
В городе началась паника, ружейная пальба, многие успели скрыться в крепости, комендантом которой был подполковник Широкий. В крепости гарнизон метался в разные стороны, ожидая прибытия офицеров, которые гуляли на именинах. Горцы грабили храмы, магазины и лавки и на навьюченных лошадях с добычей и пленными возвращались к реке для обратной переправы. Солдаты из крепости пытались обстрелять грабителей, но это оказалось невозможным из-за городских построек и толп жителей на улицах.

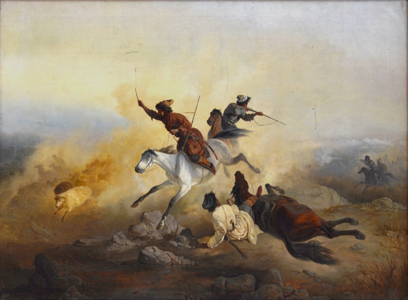
«Возвращение с набега». Картина неизвестного художника. XIX век. Дагестанский музей изобразительных искусств

Терские татары-казаки присоединились к горцам и приняли участие в набеге, координируя время нападения и указывая на богатые дома и лавки. Одна часть горцев направилась на слободку, а другие две группы грабили армянскую и татарскую части по правую сторону Тополки. В Тезицкой части жители встретили горцев ружейным огнём. К трём часам дня всё закончилось, всего набег продолжался три часа. Отступающих к реке горцев пытались обстрелять из пушек, но безрезультатно.

## Последствия
Существуют разные оценки потерь горожан во время набега. Согласно донесению Его Императорского Величества Канцелярии о набеге, «одних армян убито и похоронено уже до 120 чел., россиян и грузин до 200 человек, в плен взято из сих наций до 400 душ, в том числе часть молодых — женщин и девиц. Разграблены 4 церкви — две российские и две армянские. Армянский священник, служивший литургию, убит в самой церкви и с ним староста церковный, многие лавки и магазины, в числе коих 16 первых и значительных, также разграблены. В двух частях города были горцы, именно в тех, кои ближе к Тереку, но те части, которые далее, уцелели». По другим данным, из горожан было убито 126 человек, ранено 38, пленено 168; среди военных были убиты трое офицера, трое рядовых и пятеро казаков. Жители понесли до 200 тысяч рублей убытков.
Через два часа после ухода имама в город прибыл Донской 11-й казачий полк Басова, который должен был дойти до Кизляра как раз в полдень, но задержался. Местный кадий порекомендовал Басову догнать и преградить путь горцам, но полковник арестовал его по подозрению в сообщничестве и выступил только на следующий день, в итоге никого не догнав. 3 (15) ноября Гази-Мухаммад с отрядом остановился в лесу и поделил добычу между участниками. Затем имам с дагестанцами ушёл в горы, а чеченцы вернулись в свои дома. Известно, что имам и его воины впоследствии сумели заработать большую сумму серебром, продавая пленных.
Русские офицеры просили командование направить в город новые отряды, опасаясь повторного нападения.
В 1832 году Правительствующий сенат издал указ об облегчении жизни горожан, потерпевших убытки от набегов.
По словам современников, набег стал для города «страшной катастрофой», оставшейся в памяти горожан на десятилетия. События упоминаются в романе «Кавказ» французского писателя Александра Дюмы, посетившего Кизляр в 1858 году. Дюма пишет, что Гази-Мухаммад «спустился с гор, напал на город Кизляр, опустошил его и отрубил шесть тысяч голов». По его словам, жители ещё вспоминали о потере знакомых и имущества во время нападения на город.